# Бюсты папы Григория XV (Бернини)
Бюст Папы Григория XV — мраморная портретная скульптура итальянского скульптора и архитектора Джованни Лоренцо Бернини. Бюст, выполненный в 1621 году, является одним из трёх бюстов на эту тему, созданных Бернини, два других были отлиты из бронзы . Мраморный бюст находится в постоянной экспозиции Художественной галереи Онтарио. Он был подарен музею Джоуи и Тоби Таненбаумами.

## История
Бернини начал работу над мраморным бюстом сразу после избрания Папы Григория XV в феврале 1621 года и завершил работу в сентябре того же года. За это время были изготовлены две бронзовые отливки. Он смог добиться этого, повторно используя узор и расположение плувиала, амикта и альбы, которые создал для бюста Папы Павла V в 1618 году. Для этой работы он внёс лишь несколько незначительных изменений в боковые изображения Святых Петра и Павла, а также изменил детали пряжки или застёжки плувиала. В результате скульптурные бюсты двух понтификов очень похожи друг на друга. В обоих Бернини низко прижал голову к воротнику, создавая треугольный силуэт.
Бернини был хорошо вознаграждён за свои усилия по созданию бюста Папы Григория XV. 30 июня 1621 года, в возрасте двадцати двух лет, он был удостоен от Папы рыцарского звания — Верховного Ордена Христа — и сопутствующего этому пожизненного жалования. В 1622 году была опубликована гравюра Оттавио Леони с портретом скульптора, на которой он изображен с особым орденским крестом. После этого Бернини обычно называли Il Cavaliere. В это время Бернини также удостоился чести быть избранным руководителем Академии Святого Луки, общества художников в Риме, после того как он был её членом всего три года. Наряду с великими мифологическими статуями, которые он создал на вилле Боргезе, эти почести ознаменовали собой итог его раннего успеха.

## Описание
Бюст Папы Григория XV изображает болезненного, но в то же время бодрого шестидесятисемилетнего мужчину, представленного в величественной роли Папы, главы Римско-католической Церкви и могущественной силы в международных делах. Бернини использовал плувиал — с золотыми нитями, строгой парадной вышивкой и украшенной драгоценными камнями пряжкой — чтобы передать силу и богатство Церкви. Боковые борты плювиала с изображением Святых Петра и Павла изображают святых защитников Папы и усиливают роль натурщика. Бернини показывает толщину ткани и жёсткость вышивки «резкими изгибами, которыми она соответствует изгибу плеч Папы».
Голова Папы наклонена, словно отягощена его плувиалом, что символизирует вес и ответственность его должности и, возможно, его возраст. Его глаза подняты, образуя мягкие морщины на лбу, его взгляд уверенный и широкозахватный, сфокусированный за пределами зрителя в направлении вечности. Кожа папы гладкая и полированная, отражающая естественную бледность лица мужчины, которую наблюдали его современники. Гладкость его кожи уравновешивается «чёткой, сухой стрижкой бесчисленных пучков волос» вокруг его головы с выстриженной тонзурой, а также на щеках и подбородке. Бернини сводит эти линии к вьющимся усам и бороде Папы, которые, кажется, «пышно расцветают» светом, тенью и глубиной — всё это создано любимым скульптурным инструментом Бернини — сверлом.

## Техника исполнения
Подход Бернини к портретному искусству был уникальным в нескольких отношениях. В отличие от других художников своего времени, которые в основном полагались на натурные сеансы — подход, который часто приводил к жёстким и чрезмерно формальным результатам — Бернини предпочитал наблюдать за своими героями в их повседневной работе и деятельности в течение определенного периода времени, делая многочисленные эскизы, запечатлевшие их черты, характерные позы и естественные выражения. Он использовал эти эскизы для создания предварительных моделей из влажной глины. Используя эти модели, Бернини затем начинал мраморный портрет своего героя. Только к концу этого процесса ваяния мраморного портрета он представил своему герою время для официальных сеансов. Этот подход также учитывал временные ограничения его озабоченной клиентуры.
Новаторским был и подход Бернини к работе с белым мрамором. Однажды он заметил, что сам материал производит бледность, искажающую естественное лицо, подобно эффекту обморока человека. Техника Бернини для компенсации этой бледности заключалась в создании «эффектов цвета» с помощью многочисленных уловок, преувеличений и искажений, таких как более глубокое высекание в определённых местах для создания «акцентов теней» и представление фигуры таким образом, чтобы поймать свет. Этот подход очевиден в его бюсте Папы Григория XV, с его созданием теней вокруг глаз, носовых пазух, морщин в уголках глаз и даже самих зрачков.
Бернини однажды заметил: «Одного сходства недостаточно. Нужно выразить то, что творится в головах героев». Без сомнения, художник рассматривал своего героя, лидера католической церкви, как героическую фигуру. Результат усилий Бернини был впечатляющим, как заметил один писатель:
Молодому скульптору удалось замечательно передать характер и настроение; достоинство и прямота законодателя сочетаются с личным смирением и чуткостью священника. Физическая слабость плоти контрастирует с духовной решимостью папы-реформатора.

## Бронзовые модели

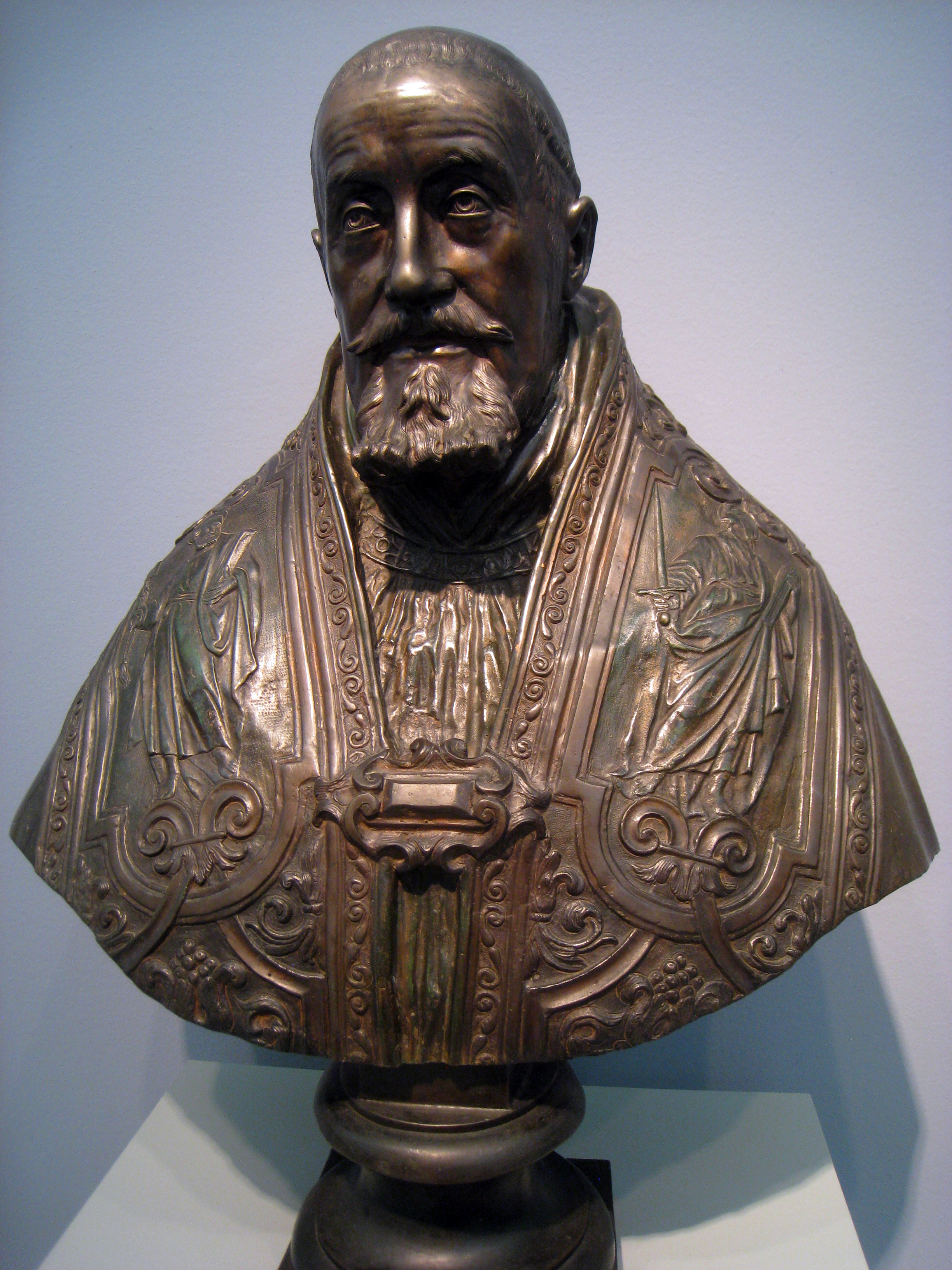
Бронзовая копия бюста Папы Григория XV. Художественный музей Карнеги. Питтсбург

Работая над мраморным бюстом, Бернини также создал два идентичных бронзовых слепка бюста. В настоящее время они выставлены в музее Жакмара-Андре в Париже, во Франции, и в Художественном музее Карнеги в Питтсбурге, Пенсильвания, в США. Обычно считается, что два бронзовых бюста были созданы как копии, но недавние исследования показывают, что бронзовый бюст в Париже был первым образцом, изваянным Бернини и предназначенным для ведущего римского коллекционера.

## Провенанс
Бюст был заново открыт как подлинная работа Бернини только в 1980-х годах. Он находился в руках английского дворянина, а затем торговца антиквариатом, прежде чем Николас Мейнерцхаген, торговец антикварными книгами, признал его Бернини. Майнерцхаген, купивший бюст примерно в 1978 году за 240 фунтов стерлингов, сумел продать его по цене 132 000 фунтов стерлингов. Следующему покупателю, Норману Лейтману, удалось добиться гораздо более высокой цены, когда он продал его через аукционистов Сотбис канадским коллекционерам Джоуи и Тоби Таненбаум в 1983 году за 2,78 миллиона фунтов стерлингов — цена резко возросла после того, как искусствовед Ирвинг Лавин прокомментировал, что «На мой взгляд, бюст — не только оригинал, но и полностью автограф (то есть создан мастером собственноручно), и одно из самых совершенных и значимых ранних произведений Бернини». Затем Таненбаумы передали произведение в дар Художественной галерее Онтарио, однако обстоятельства пожертвования не совсем ясны. Таненбаумы пытались продать произведение на аукционе Кристис в 1990 году более чем за 7 миллионов долларов США, хотя ставки на аукционе достигли 6 миллионов долларов США, аукцион не достиг ожидаемой цели, и бюст был снят с продажи.